# Породица Форели
Породица Форели (енгл. Forelli) је фиктивни клан (мафија) у GTA серијалу игара. Породица Форели је урађена по правим италијанским мафијама. Лидер Форели породице од почетка седамдесетих до средине осамдесетих (1986. године) био је Сани Форели, а крајем деведесетих Франко Форели, његов млађи брат. Санија је убио 1986. године Томи Версети у игри GTA: Vice City. Породица Форели игра једну од главних улога у игри GTA: Liberty City Stories. У игри GTA: San Andreas, један део Калигулас Казина припада Форелијима, а у GTA III се такође појављују у две мисије: када Клауд дигне у ваздух Мајка Форелија и када баци ауто са телом мртвог Форелија на депонију.